# Heraclèon Tàuric
Heraclèon Tàuric (grec antic: Ἡράκλειον Ταῦρικον, llatí: Heracleium Tauricum, literalment 'el temple d'Hèrcules Tàuric') fou una petita població grega de la costa nord del Quersonès Tàuric coneguda solament per una referència d'Estrabó i una altra de Claudi Ptolemeu. Es trobava a la llacuna Meòtida i a prop de Partènion, però la situació exacta és desconeguda i les seves restes no s'han localitzat.